# Evelyn Beatrice Hall
Œuvres principales
The Friends of Voltaire (1906)
Evelyn Beatrice Hall, née le 28 septembre 1868 à Shooter's Hill (Londres) et morte le 13 avril 1956 à Wadhurst (Sussex de l'Est), est une femme de lettres britannique connue pour sa biographie de Voltaire intitulée The Life of Voltaire publiée en 1903 sous le pseudonyme de S. G. Tallentyre.
Evelyn Hall est l'autrice de la phrase « Je ne suis pas d'accord avec ce que vous dites, mais je me battrai jusqu'au bout pour que vous puissiez le dire », souvent attribuée à Voltaire, et très souvent utilisée pour illustrer le concept de liberté d'expression. Apocryphe, donc, cette phrase résume bien néanmoins la philosophie de la lutte de Voltaire contre toutes les intolérances, et d’abord religieuses (en témoigne l'exclamation qu'il utilise pour signer sa correspondance : « écrasons l'infâme ! »), raison pour laquelle Evelyn Hall la lui a prêtée dans son autre livre : The Friends of Voltaire  (« Les Amis de Voltaire »), publié en 1906 sous le même pseudonyme de S. G. Tallentyre.

## Biographie
Evelyn Beatrice Hall est la seconde des quatre enfants de William John Hall (1830 - 1910) et Isabella Frances Hall (née Cooper). Sa sœur aînée, Ethel Frances Hall (1865 - 1943), épouse en 1889 Hugh Stowell Scott, écrivain sous le pseudonyme de Henry Seton Merriman.
Evelyn Hall a par la suite une influence importante dans la vie de celui-ci, en écrivant avec lui deux tomes de nouvelles, From Wisdom Court (1893) et The Money-Spinner (1896). Lorsqu'il meurt en 1903, Scott lègue 5 000 £ à Evelyn Hall, avec la mention « en signe de ma gratitude pour son aide permanente et son conseil littéraire, sans lesquels je n'aurais jamais pu vivre de ma plume ».

Dans The Friends of Voltaire, publié en 1906 sous le pseudonyme S. G. Tallentyre, Evelyn Hall décrit la réaction de Voltaire après l'autodafé de l'essai De l'esprit du philosophe français Claude-Adrien Helvétius. Voltaire n'était pas admirateur de l’œuvre, mais trouvait les attaques injustifiées et, selon Hall, aurait réagi ainsi :

« "Tant d'histoires pour une omelette !" s'exclama-t-il quand il entendit parler de l'autodafé. Qu'il est abominablement injuste de persécuter un homme pour une bagatelle aussi légère !
"Je ne suis pas d'accord avec ce que vous dites, mais je me battrai jusqu'au bout pour que vous puissiez le dire," telle était son attitude alors. »

Dans sa version originale :

« What a fuss about an omelette!’ he had exclaimed when he heard of the burning. How abominably unjust to persecute a man for such an airy trifle as that!
‘I disapprove of what you say, but I will defend to the death your right to say it,’ was his attitude now. »

Entourée de guillemets dans l'ouvrage de Hall, sans que l'on sache si cela résulte d'une maladresse de l'auteur ou de l'éditeur, la phrase a été prise pour une citation et rapidement traduite en français pour devenir une citation apocryphe populaire de Voltaire,, alors que le livre, lui, n'a jamais été traduit. Après avoir employé une nouvelle fois cette tournure dans un recueil de correspondances, Voltaire in His Letters, publié en 1919, Evelyn Hall indique être l'inventrice de l'aphorisme dans une lettre écrite en 1939.
Evelyn Beatrice Hall a tenté par cette tournure de résumer la pensée de Voltaire, lequel n'a jamais tenu de propos de la sorte. Les propos qui s'en approchent le plus sous la plume de Voltaire sont : « J’aimais l’auteur du livre De l'esprit. Cet homme valait mieux que tous ses ennemis ensemble ; mais je n’ai jamais approuvé ni les erreurs de son livre, ni les vérités triviales qu’il débite avec emphase. J’ai pris son parti hautement, quand des hommes absurdes l’ont condamné pour ces vérités mêmes. » (Voltaire, Questions sur l’Encyclopédie, article « Homme »).
Evelyn Hall ne s'est jamais mariée et décède en 1956 à l'âge de 87 ans.

## Citation apocryphe

### Popularisation
En 1980, Maître Visconti-Vigne cite cette phrase lors de la séance d'ouverture de la conférence de stage à la cour d'appel. Le 10 décembre 1988, on peut lire cette phrase près du car-podium au sein de la manifestation organisée par Amnesty à Bordeaux pour la commémoration du 40e anniversaire de la Déclaration universelle des droits de l'homme adoptée par l'ONU le 10 décembre 1948. Le 25 septembre 1991, Yasser Arafat cite cette phrase lors du Conseil national palestinien. Le 24 janvier 1992, Henri Krasucki cite cette phrase dans une interview au journal Les Échos. Le 14 août 1994, Christian Casteran évoque cette phrase dans Sud-Ouest. Le 21 septembre 1996, Gérald Antoni, professeur de philosophie au lycée Guez-de-Balzac d'Angoulême, cite cette phrase dans un article de Sud Ouest. Le 15 décembre 1999, François Couchepin devant l'assemblée fédérale cite cette phrase. Le 17 juin 2004, Jean-Luc Mélenchon cite cette phrase dans un rassemblement à Auvers-sur-Oise autour de Maryam Radjavi. Le 3 mai 2008, Jacques Vergès cite cette phrase dans On n'est pas couché. Le 15 juillet 2020, Ségolène Royal cite cette phrase sur Twitter en l'attribuant à Voltaire. Le 17 juillet 2021, Michel Onfray évoque sur Europe 1 cette citation en disant : « Vous savez, tout le monde se gausse de ce mot de Voltaire ; enfin... attribué à Voltaire ».